# Javory u kaple
Javory u kaple jsou dva památné stromy javory kleny (Acer pseudoplatanus) a jedno torzo javoru v okrese Cheb v Karlovarském kraji. 

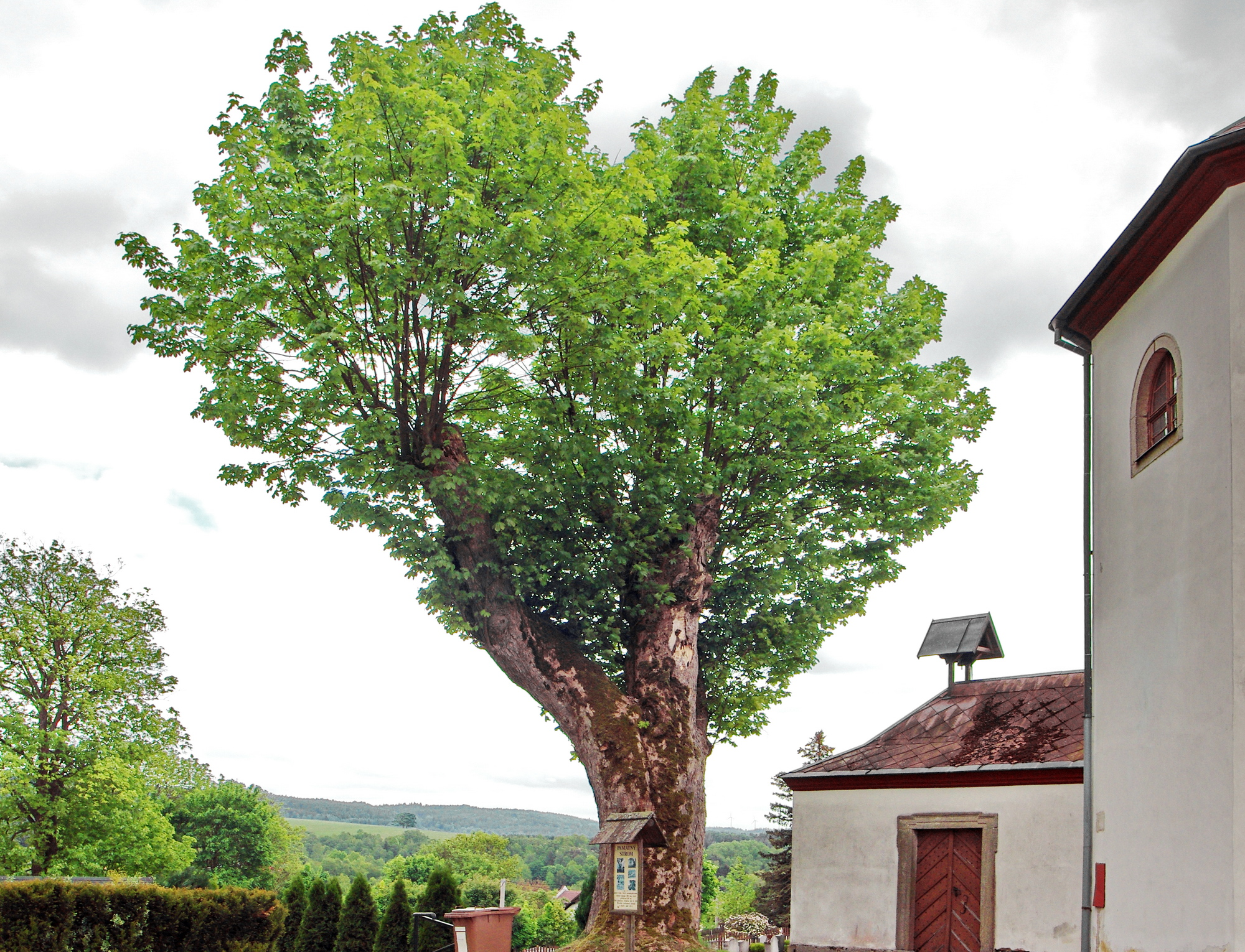
torzo javoru poničeného vichřicí

Stromy rostou mezi kaplí Panny Marie a urnovým hájem na hřbitově v Lubech. Přestože byly stromy ošetřeny a kosterní větve staženy pružnou vazbou, došlo při vichřici 20. května 2006 k poškození klenu v těsném sousedství kaple. Odstraněním zbytku koruny vzniklo torzo kmene s pahýly větví, které obrůstají novými, slabšími větvemi. 
Koruny stromů sahají do výšky 28 m a 25 m, obvody kmenů měří 398 cm a 443 cm (měření 2014). Stromy jsou chráněny od roku 1986 jako esteticky zajímavé stromy významné stářím a vzrůstem a jako součást kulturní památky. 

## Stromy v okolí
- Duby u kaple
- Zámecká alej a buky v Horních Lubech
- Lubská lípa